# Cholo (videogioco)
Cholo è un videogioco sparatutto in prima persona con grafica wireframe pubblicato nel 1987 per gli home computer Amstrad CPC, BBC Micro, Commodore 64 e ZX Spectrum dalla Firebird. Si controllano diversi veicoli robotici dentro una città abbandonata, in un'ambientazione post-nucleare.

## Trama
Dopo un olocausto nucleare, una comunità di sopravvissuti vive in un bunker sotterraneo sotto la città fantasma di Cholo. Come contatto sulla superficie rimane solo un robot RAT, mentre gli altri robot della città sono fuori controllo e gli rimane solo la direttiva di mantenere eternamente sigillato il bunker. Il giocatore impersona un tecnico che prende il controllo remoto del RAT nel tentativo di ricollegarsi ad altri robot e computer in superficie e di trovare il modo di aprire il bunker e liberare gli abitanti.
La storia è introdotta da un racconto scritto da Mark Peirson, contenuto nel manuale originale del gioco.

## Modalità di gioco
Il giocatore controlla un robot con visuale tridimensionale in prima persona. La visuale occupa una finestra quadrata con grafica vettoriale wireframe sulla sinistra dello schermo. La grafica è minimalista e monocromatica in bianco e nero, eccetto la versione per Amstrad CPC, dove la finestra può mostrare alcuni colori. Sulla destra in alto è presente una minimappa della città di Cholo, e sotto di essa un'area per messaggi di testo in inglese. 
Sotto la visuale ci sono quattro spazi detti rampak che possono contenere il nome di eventuali file che il robot ha ottenuto e che ne espandono le funzionalità o forniscono informazioni.
Altri controlli sparsi sono la barra indicatrice dei danni del robot, la barra del livello di radiazioni e una semplice bussola.
Gran parte dei robot, tra cui quello controllato inizialmente, si muovono solo sul terreno. I controlli di base sono la rotazione a destra e sinistra, l'accelerazione o decelerazione, e  il fuoco sul mirino al centro della visuale, se il robot è armato. Altri controlli possono essere disponibili a seconda del tipo di robot, ad esempio quelli volanti possono cambiare quota.
Il giocatore deve esplorare la città abbandonata di Cholo, con terreno piano e composta da numerosi edifici e strutture. È possibile entrare dentro alcuni edifici. La confezione originale include una grande mappa cartacea di Cholo prima della devastazione. 
Attorno alla città ci sono il mare e il deserto radioattivo. Se ci si allontana dalla città aumenta la radioattività, e nelle zone dove è dannosa si sente il ticchettio del contatore e si colora la barra delle radiazioni.
Gli attacchi dei robot ostili e le radiazioni infliggono danni, aumentando la relativa barra, fino all'eventuale distruzione del robot; in tal caso, se non si possiedono altri robot, il gioco termina.
Inizialmente il giocatore controlla un robot di tipo RAT, con nome identificativo Rizzo. È un modello tuttofare, armato di un cannone ionico. Per progredire nel gioco è necessario prendere il controllo di altri robot incontrati nella città. Per impadronirsi di un robot lo si deve colpire con l'arma fino a stordirlo, poi avvicinarsi per collegarsi al suo sistema. Un'interfaccia testuale appare al posto della visuale. Per terminare la cattura è necessario inserire una password. Queste devono essere prima trovate dal giocatore; alcune sono reperibili collegandosi a un computer nell'edificio presso cui ci si trova inizialmente.
Una volta in possesso di più robot, si può passare il controllo dall'uno all'altro a volontà. Durante la selezione vengono mostrate animazioni rotanti dei vari robot. 
Ci sono diversi tipi di robot e ciascun esemplare ha un nome proprio. Le loro forme sono perlopiù semplici, ad esempio il RAT è una specie di piramide schiacciata. Uno dei primi robot che di solito si incontra è Igor, di tipo Hacker, un manutentore informatico disarmato. Ha una capacità di raggirare i codici di accesso, che si rivelerà poi fondamentale. Igor può ottenere certi programmi dai terminali di computer, tra cui un radar che mostra i movimenti dei robot. Ci si potrà impadronire ad esempio di Gort il Leadcoat, un combattente corazzato; Anneka il Flyeye, un osservatore volante; Felini e Ridley, telecamere fisse girevoli; Dr. John l'Autodoc, un riparatore dei danni. Inoltre è possibile ottenere l'aiuto di robot trasportatori aerei e navali. I robot guardiani invece non sono catturabili e rappresentano sempre nemici da evitare o distruggere.
Le guardie semplici si incontrano a gruppi, e possono anche non attaccare il robot del giocatore se non vengono provocati. Un altro nemico, molto forte, è il Grundon, che non c'è speranza di sconfiggere in combattimento.

## Sviluppo
Cholo fu sviluppato dalla Solid Image Ltd., autrice anche di alcune conversioni del più noto Starglider, anch'esso con grafica wireframe, l'unico altro videogioco conosciuto dell'azienda. Gli autori sono Joey Headen (che all'epoca rimase anonimo, accreditandosi solo come Joey) e Glyn Williams.
Secondo Headen, i due stavano lavorando a un gioco in 3D solido per la Island Logic (un ramo software della Island Records), ma quando questo fu annullato decisero di avviare la propria compagnia Solid Image. Per il nuovo gioco scelsero i robot perché sono facili da rendere con il wireframe. I due avevano anche letto romanzi di Philip K. Dick e probabilmente l'idea dei robot che soggiogano l'umanità venne da lì, anche se il gioco non imita nessuna sua opera. Poiché a loro piaceva il suono di parole native americane come il titolo del film Koyaanisqatsi, per il titolo del gioco cercarono un termine nativo americano, che però fosse di 5 lettere, lunghezza che secondo loro spiccava meglio in copertina. Così trovarono il nome Cholo (un vago termine che indica i meticci amerindi e che non ha alcuna relazione con il contenuto del gioco).
Sebbene non citato da Headen, il concetto della cattura dei robot potrebbe essere stato ispirato dal classico Paradroid.

## Accoglienza
Cholo fu generalmente apprezzato dalla stampa di settore a suo tempo. Molte riviste in tutte le versioni gli assegnarono giudizi decisamente buoni (tra cui i titoli di merito ASM Hit da Aktueller Software Markt 5, Screen Star da Commodore User 43, AA Rave da Amstrad Action 25) o perlomeno discreti; il caso peggiore è forse Zzap! 12 che comunque gli diede la sufficienza (62%).
Alcune critiche furono fatte alla lentezza dell'azione, al poco sonoro, e al prezzo originale alto.